# Коренёво (Красково)
Коренёво — ранее посёлок, в настоящее время микрорайон посёлка городского типа Красково Люберецкого муниципального района Московской области России.
Расположен в 11 км от МКАД. Железнодорожная платформа Коренёво находится в 27 км к юго-востоку от Казанского вокзала по Казанскому направлению.
Постановлением Губернатора Московской области Громова Б. В. от 20.07.2004 г. № 141-ПГ посёлок Коренёво был присоединен к посёлку городского типа Красково.

## История
Впервые упомянут в 1623 году. В 1861—1917 годах входил в состав Выхинской волости Московского уезда Московской губернии.

## Учреждения на территории Коренёво
- Всероссийский НИИ крахмалопродуктов
- Всероссийский НИИ картофельного хозяйства им. А.Г.Лорха
- Красковский культурный центр
- Кореневская средняя школа №59

## Достопримечательности
Храм Преображения Господня в Кореневе - построен из красного кирпича в стиле позднего барокко, освящен в 1777 году.
11 сентября 2016 года в Коренёво появилась новая достопримечательность: скульптурная композиция, посвящённая фильму «Начало» и установленная в честь празднования в России Года кино. Композиция представляет собой фигуру главной героини фильма «Начало» Паши Строгановой, прижимающей к груди «Золотого Льва» — награду, полученную Инной Чуриковой на Венецианском кинофестивале за роль в этом фильме. Героиня придерживает венецианский стульчик, на котором расположен котёнок по имени Счастье.

## Люди, связанные с Коренёво
- Чурикова, Инна Михайловна — советская и российская актриса театра и кино[3]
- Лорх, Александр Георгиевич — биолог, селекционер сортов картофеля, один из которых носит его имя. Имя Лорха носит одна из улиц микрорайона.
- Андрей Гордеев — лидер группы Манго-Манго[4]
- Аккуратов, Игорь Юрьевич — глава Люберецкого района в 1995—2000 годах
- Хромов, Олег Юрьевич — российский поэт, композитор и исполнитель своих песен, например «На белом покрывале января», «Ночной февраль» и «Крокодильчик на рубахе»
- Почти все улицы микрорайона носят имена отечественных писателей и драматургов.
- В окрестном лесу имеется мемориальная могила военного лётчика Ивана Круглова, сбитого в 1941 году. На территории могилы сохранены часть обломков и деталей его самолёта И-16.
- В Коренёво происходили съёмки видеоквеста «Метрон» и других проектов студии «Корбан Лазер Геймс»[5].